# شهلا الكيالي
شهلا الكيالي (1942 - 2006)، شاعرة فلسطينية ومنظمة قصائد وناشطة بحق العودة.

## حياتها
ولدت شهلا خليل راغب الكيالي في قرية اللد في فلسطين عام 1942م، أُخرجت منها عام النكبة 1948 حيث اتجهت إلى الأردن. درست في مدارس الزرقاء. وحصلت على درجة البكالوريوس من جامعة بيروت العربية سنة 1977. عملت معلمة ومديرة في مدارس وكالة الغوث الدولية التابعة للأنوروا في الأردن خلال السنوات 1958-2000. عملت كاتبة مقالات في صحيفة الرأي الأردنية منذ 1980 وحتى رحيلها. انضمت إلى عضوية رابطة الكتاب الأردنيين، واتحاد المرأة الأردنية، وجمعية الشبكة العربية، وجمعية الأسر التنموية، واللجنة التربوية للطفولة الفلسطينية (1987-1994). لها أعمال درامية مثلت للأطفال منها: مسرحية صبرا وشاتيلا، عرس الشمس، على جناح غيمة، المفتاح.
لُقبت بـ «سنديانة فلسطين» وقد يعود ذلك لقوتها وثباتها خصوصاً في مواجهة مرض السرطان الذي أصيبت به عام 1986 حيث بدأ معها من الثدي وانتقل خلال العشرين عاماً التي قضتها في مواجهة هذا المرض الخبيث وصولاً إلى الكبد، حتى تمكن منها أخيراً في 2006م. نالت جائزة الملكة نور لأدب الأطفال، وجائزة الرابطة الوطنية للطفولة، وكأس التربية لعام 1995.

## مؤلفاتها للكبار
1.كلمات في الجرح (شعر) بيروت: المؤسسة العربية للدراسات والنشر، 1985.
2.وانقطعت أوتار الصمت (شعر) بيروت: المؤسسة العربية للدراسات والنشر، 1987.
3.خطوات فوق الموج (شعر) بيروت: المؤسسة العربية للدراسات والنشر، 1992.
4. وجهي الذي هناك (شعر) بيروت :المؤسسة العربية للدراسات والنشر، بيروت،1997.
كما لها مؤلفات للأطفال من أبرزها:
1.سؤال واحد (قصة للأطفال) عمان، 1996.
2.في خزانة الجدة (قصة للأطفال) عمان، 1996.
3.القرد وعباد الشمس (قصة للأطفال) عمان، 1996.
1996.4.وأصبح الحلم حقيقة (قصة للأطفال) عمان، 1996.
5.بيض الحمامة (قصة للأطفال) عمان، الرابطة الوطنية للطفولة، 1995.
6.لعبة الحبل (قصة للأطفال) عمان، الرابطة الوطنية للطفولة 1995.